# 슬픔은 저별들에게도
"슬픔은 저별들에게도"는 1978년에 개봉한 대한민국의 영화이다.

## 캐스팅
- 강경완
- 김희라
- 김보미
- 황해
- 진봉진
- 태현실
- 김석훈
- 문미봉
- 독고성
- 장혁
- 방수일
- 유명순
- 김지영
- 박예숙
- 권일정
- 지용남
- 이완형
- 마도식
- 노기혁
- 김명민
- 서대식
- 박강수
- 서상필
- 노진후
- 강기우